# Metilotrofia
La metiltrofia è la capacità di alcuni microorganismi aerobi di metabolizzare il metano (CH4) e usarlo come fonte di carbonio. In un'accezione più ampia si usa il termine metilotrofia per definire la capacità di utilizzare l'intera gamma dei composti C2, includendo anche metanolo e metilamine.
I microrganismi in grado di respirare questi composti, sono caratterizzati da un alto grado si specializzazione, in quanto non sanno utilizzare fonti di carbonio diverse.
La via metabolica per l'ossidazione del metano procede con l'intervento di un enzima metano-monossigenasi che lo trasforma in metanolo; successivamente si ha una deidrogenazione ad aldeide formica che viene ossidata poi ad acido formico.
In alcuni metilotrofi è stata osservata la presenza di enzimi e di cofattori come il metanofurano e la tetraidrometanopterina. Questo fa presumere che esistano vie metaboliche differenti da quella finora descritta.